# Aleucanitis flexuosa
Aleucanitis flexuosa är en fjärilsart som beskrevs av Ménétriés 1849. Aleucanitis flexuosa ingår i släktet Aleucanitis och familjen nattflyn. Inga underarter finns listade i Catalogue of Life.